# North Mymms
North Mymms är en civil parish i Storbritannien.   Den ligger i grevskapet Hertfordshire och riksdelen England, i den södra delen av landet, 25 km norr om huvudstaden London.